# (1957) Ангара
(1957) Ангара (лат. Angara) — типичный астероид главного пояса, открыт 1 апреля 1970 года советским астрономом Людмилой Черных в Крымской астрофизической обсерватории и 30 июня 1977 года назван в честь реки Ангары.

## Обнаружение и именование
(1957) Ангара
Открыт 1 апреля 1970 года в Научном Л. И. Черных.
Назван в честь реки в Сибири.
Оригинальный текст (англ.)1957 Angara
Discovered 1970-04-01 by Chernykh, L. at Nauchnyj.
Named for a river in Siberia.
Источники: DISCOVERY.DB, M.P.C. 4190.

## Орбита

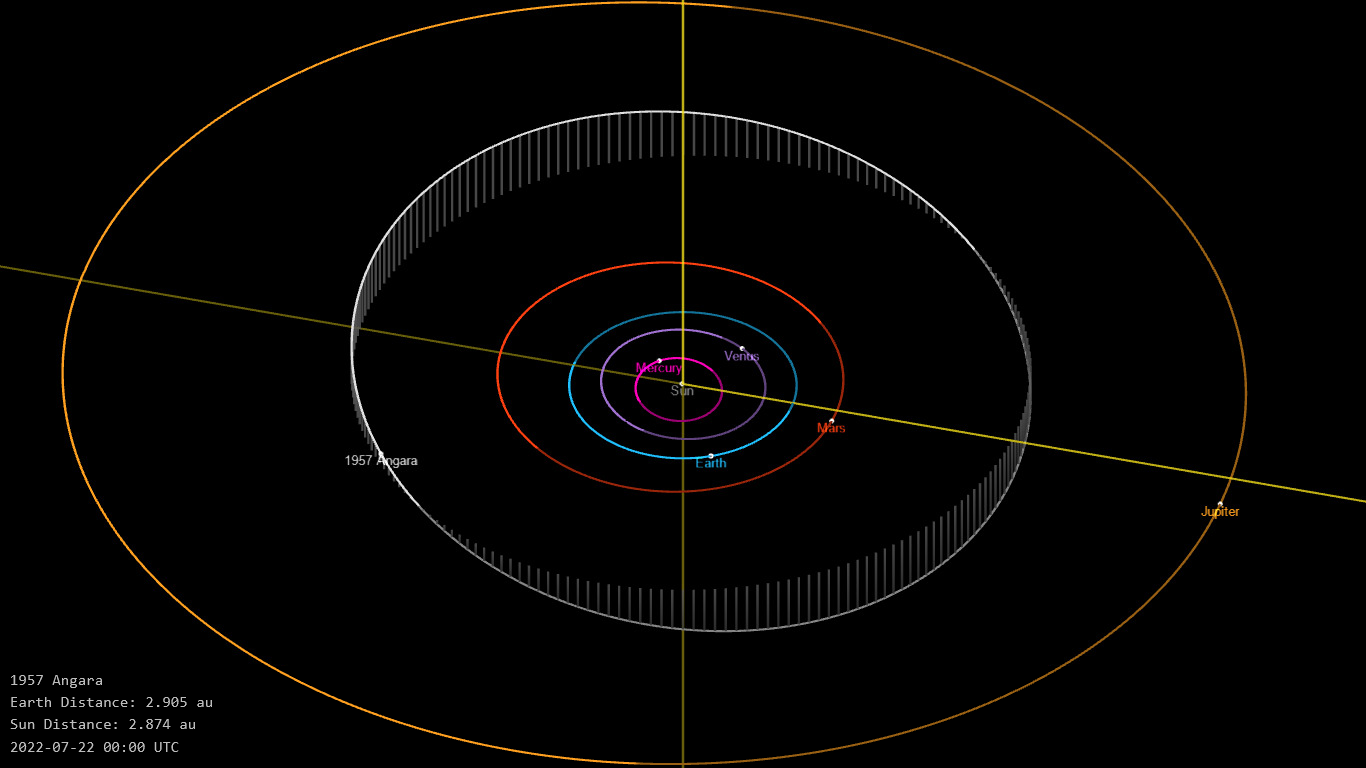
Орбита астероида Ангара и его положение в Солнечной системе

## Физические характеристики
Астероид относится к таксономическому классу S.
По результатам наблюдений в видимом и ближнем инфракрасном диапазоне космического телескопа NEOWISE и наблюдений в инфракрасном диапазоне спутника Akari диаметр астероида сначала оценивался равным 18,189±0,229 км, позже — 21,44±0,70 км, 30,41±0,58 км, 17,907±0,108 км. Согласно тем же источникам альбедо оценивается как 0,1438±0,0310, 0,111±0,008, 0,055±0,006 и 0,148±0,027.